# Horst Posdorf
Horst Eckart Alwin Posdorf (* 8. Februar 1948 in Dornum; † 12. Oktober 2017) war ein deutscher Mathematiker, Politiker (CDU) und von 2005 bis 2009 Mitglied des Europäischen Parlaments. Er gehörte dort der Fraktion der Europäischen Volkspartei (EVP) an.

## Ausbildung und Beruf
Nach dem Abitur und der Ableistung des Wehrdienstes studierte Horst Posdorf ab 1968 Mathematik und Physik an der Ruhr-Universität Bochum und schloss dieses Studium 1974 als Diplom-Mathematiker ab. 1974/1975 war er Studienreferendar und ab 1975 Assessor des Lehramtes. Von 1976 bis 1978 war Posdorf als Wissenschaftlicher Angestellter am Rechenzentrum der Ruhr-Universität tätig und promovierte 1978 zum Dr. rer. nat. Zwischen 1978 und 1980 war er im Range eines Studienrates Lehrbeauftragter an der Universität in Bochum und an der Fachhochschule Dortmund. 1981 erging an ihn der Ruf als Professor für Mathematik an die Fachhochschule Dortmund.

## Politik
Posdorf war von 1985 bis 2000 Mitglied des Landtags von Nordrhein-Westfalen. Hierbei war er von 1985 bis 1995 wissenschaftspolitischer Sprecher seiner Fraktion und von 1995 bis 2000 Vorsitzender des Landtagsausschusses für Europapolitik und Entwicklungszusammenarbeit. 1996 wurde Posdorf Vize-Präsident der Europäischen Bewegung Nordrhein-Westfalen.
Im Oktober 2005 rückte er für den verstorbenen Jürgen Zimmerling in das Europäische Parlament nach, dem er bis zum Ende der Wahlperiode 2009 angehörte.

## Ehrungen
- 1994: Verdienstorden der Bundesrepublik Deutschland – Verdienstkreuz am Bande
- 2002: Verdienstorden der Bundesrepublik Deutschland – Verdienstkreuz 1. Klasse
- 2007: Royal Order of Monisaraphon (Khmer: គ្រឿងឥស្សរិយយសមុនីសារាភ័ណ្ឌ)
- 2008: Ehrendoktorwürde der University of Cambodia für entwicklungspolitische Verdienste